# Швеция на зимних Олимпийских играх 1994
Швеция принимала участие в Зимних Олимпийских играх 1994 года в Лиллехамере (Норвегия) в семнадцатый раз за свою историю, и завоевала две золотые и одну серебряную медали. Сборную страны представляли 20 женщин.

## 01!Золото
- Горнолыжный спорт, женщины - Пернилла Виберг.
- Хоккей, мужчины — Томми Сало, Хокан Альготссон, Томас Юнссон, Кристиан Дю-Бойе, Лейф Ролин, Магнус Свенссон, Фредрик Стиллман, Кенни Йонссон, Рогер Юханссон, Патрик Юлин, Рогер Ханссон, Хокан Лооб, Стефан Эрнскуг, Никлас Эрикссон, Даниэль Рюдмарк, Юнас Бергквист, Йорген Йонссон, Петер Форсберг, Карл Берглунд, Андреас Даккелль, Матс Нэслунд, Матс Сундин, Патрик Чельберг.

## 02!Серебро
- фристайл, женщины - Мари Линдгрен.

## Состав и результаты олимпийской сборной Швеции

#### Горнолыжный спорт
Спортсменов — 1
| Соревнование      | Спортсмены         | Скоростной спуск/ 1 спуск | Слалом/ 2 спуск | Всего   | Место |
| ----------------- | ------------------ | ------------------------- | --------------- | ------- | ----- |
| Гигантский слалом | Кристина Андерссон | DNF                       | DNF             | —       | —     |
| Слалом            | Кристина Андерссон | 1:01,46                   | 59,29           | 2:00,75 | 19    |